# Les Thilliers-en-Vexin
Les Thilliers-en-Vexin és un municipi francès situat al departament de l'Eure i a la regió de Normandia. L'any 2007 tenia 467 habitants.

## Demografia

### Població
El 2007 la població de fet de Les Thilliers-en-Vexin era de 467 persones. Hi havia 171 famílies de les quals 38 eren unipersonals (17 homes vivint sols i 21 dones vivint soles), 46 parelles sense fills, 70 parelles amb fills i 17 famílies monoparentals amb fills.
La població ha evolucionat segons el següent gràfic:
Habitants censats

### Habitatges
El 2007 hi havia 193 habitatges, 178 eren l'habitatge principal de la família, 3 eren segones residències i 12 estaven desocupats. 160 eren cases i 32 eren apartaments. Dels 178 habitatges principals, 147 estaven ocupats pels seus propietaris, 30 estaven llogats i ocupats pels llogaters i 1 estava cedit a títol gratuït; 1 tenia una cambra, 17 en tenien dues, 28 en tenien tres, 48 en tenien quatre i 85 en tenien cinc o més. 129 habitatges disposaven pel capbaix d'una plaça de pàrquing. A 84 habitatges hi havia un automòbil i a 81 n'hi havia dos o més.

### Piràmide de població
La piràmide de població per edats i sexe el 2009 era:
| Homes | Edats   | Dones |
| ----- | ------- | ----- |
| 0     | 95 o +  | 0     |
| 0     | 90 a 94 | 0     |
| 0     | 85 a 89 | 4     |
| 0     | 80 a 84 | 0     |
| 4     | 75 a 79 | 4     |
| 24    | 70 a 74 | 8     |
| 0     | 65 a 69 | 20    |
| 8     | 60 a 64 | 0     |
| 4     | 55 a 59 | 12    |
| 28    | 50 a 54 | 16    |
| 28    | 45 a 49 | 12    |
| 16    | 40 a 44 | 20    |
| 24    | 35 a 39 | 28    |
| 12    | 30 a 34 | 4     |
| 16    | 25 a 29 | 36    |
| 12    | 20 a 24 | 12    |
| 36    | 15 a 19 | 12    |
| 32    | 10 a 14 | 32    |
| 24    | 5 a 9   | 16    |
| 8     | 0 a 4   | 8     |

## Economia
El 2007 la població en edat de treballar era de 349 persones, 251 eren actives i 98 eren inactives. De les 251 persones actives 232 estaven ocupades (135 homes i 97 dones) i 18 estaven aturades (11 homes i 7 dones). De les 98 persones inactives 22 estaven jubilades, 43 estaven estudiant i 33 estaven classificades com a «altres inactius».

### Ingressos
El 2009 a Les Thilliers-en-Vexin hi havia 185 unitats fiscals que integraven 469 persones, la mediana anual d'ingressos fiscals per persona era de 20.117 €.

### Activitats econòmiques
Dels 21 establiments que hi havia el 2007, 1 era d'una empresa alimentària, 2 d'empreses de fabricació d'altres productes industrials, 7 d'empreses de construcció, 3 d'empreses de comerç i reparació d'automòbils, 3 d'empreses de transport, 2 d'empreses d'hostatgeria i restauració i 3 d'empreses de serveis.
Dels 8 establiments de servei als particulars que hi havia el 2009, 1 era una oficina de correu, 1 taller de reparació d'automòbils i de material agrícola, 1 paleta, 3 fusteries, 1 lampisteria i 1 restaurant.

## Equipaments sanitaris i escolars
El 2009 hi havia una escola maternal integrada dins d'un grup escolar amb les comunes properes formant una escola dispersa.

## Poblacions més properes
El següent diagrama mostra les poblacions més properes.